# Premio Annie Jump Cannon

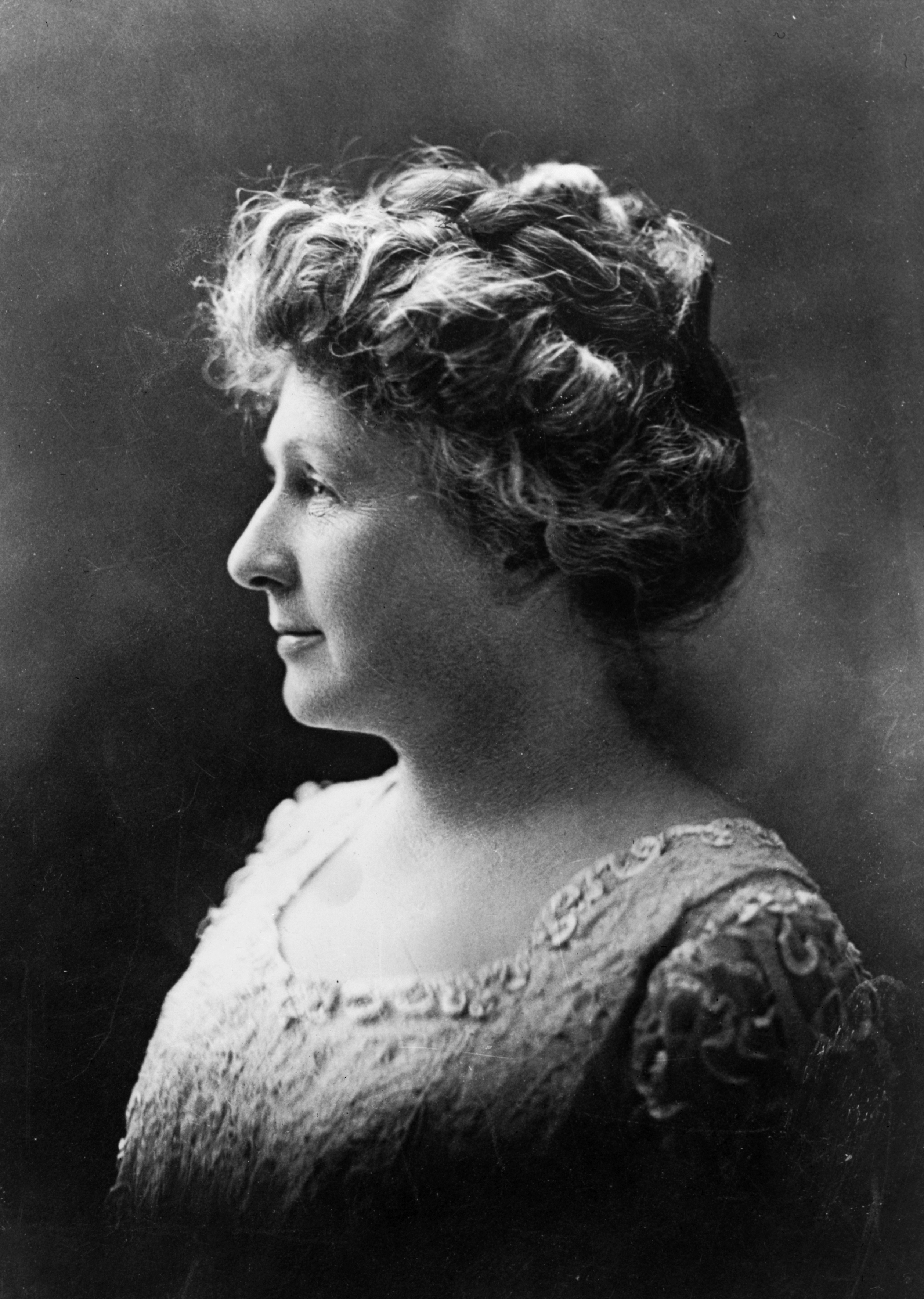
Annie Jump Cannon (1863-1941), en 1922

El Premio Annie Jump Cannon en Astronomía es otorgado anualmente por la Sociedad Astronómica Americana (SAA) a una mujer residente en América del Norte, que haya recibo su doctorado en los cinco años anteriores, por contribuciones señaladas a la astronomía o por contribuciones de importancia en ciencias relacionadas que tengan una aplicación inmediata en la astronomía. La galardonada es invitada a pronunciar una charla en la reunión de la SAA, y está dotado con unos honorarios de 1500 dólares.
Entre 1973 y 2004 fue otorgado por la Asociación Americana de Mujeres Universitarias (AAMU) con asesoramiento de la SAA, que volvió a reasumir la adjudicación del premio en 2005.
El premio conmemora a la astrónoma estadounidense Annie Jump Cannon, presentando la particularidad de estar restringido exclusivamente a mujeres.
Las ganadoras del Premio Annie Jump Cannon han sido:
| Año                                           | Ganadora                 |
| --------------------------------------------- | ------------------------ |
| Otorgado por la SAA                           |                          |
| 1934                                          | Cecilia Payne-Gaposchkin |
| 1937                                          | Charlotte Moore Sitterly |
| 1940                                          | Julie Vinter Hansen      |
| 1943                                          | Antonia Maury            |
| 1946                                          | Emma Vyssotsky           |
| 1949                                          | Helen Sawyer Hogg        |
| 1952                                          | Ida Barney               |
| 1955                                          | Helen Dodson Prince      |
| 1958                                          | Margaret Mayall          |
| 1962                                          | Margaret Harwood         |
| 1965                                          | Erika Böhm-Vitense       |
| 1968                                          | Henrietta Swope          |
| Otorgado por la AAMU con el consejo de la SAA |                          |
| 1974                                          | Beatrice Tinsley         |
| 1976                                          | Catherine Garmany        |
| 1978                                          | Paula Szkody             |
| 1980                                          | Lee Anne Willson         |
| 1982                                          | Judith Young             |
| 1984                                          | Harriet Dinerstein       |
| 1986                                          | Rosemary Wyse            |
| 1988                                          | Karen Jean Meech         |
| 1989                                          | Jacqueline Hewitt        |
| 1990                                          | Claudia Megan Urry       |
| 1991                                          | Jane Luu                 |
| 1992                                          | Elizabeth Lada           |
| 1993                                          | Stefi Baum               |
| 1994                                          | Andrea Ghez              |
| 1995                                          | Suzanne Madden           |
| 1996                                          | Joan Najita              |
| 1997                                          | Chung-Pei Ma             |
| 1998                                          | Victoria M. Kaspi        |
| 1999                                          | Sally Oey                |
| 2000                                          | Alycia J. Weinberger     |
| 2001                                          | Amy Barger               |
| 2002                                          | Vassiliki Kalogera       |
| 2003                                          | Annette Ferguson         |
| 2004                                          | Sara Ellison             |
| Otorgado por la SAA                           |                          |
| 2006                                          | Lisa J. Kewley           |
| 2007                                          | Ann Hornschemeier        |
| 2008                                          | Jenny Greene             |
| 2009                                          | Alicia M. Soderberg      |
| 2010                                          | Anna Frebel              |
| 2011                                          | Rachel Mandelbaum        |
| 2012                                          | Heather Knutson          |
| 2013                                          | Sarah Dodson-Robinson    |
| 2014                                          | Emily Levesque           |
| 2015                                          | Smadar Naoz              |
| 2016                                          | Laura A. Lopez           |
| 2017                                          | Rebekah Dawson           |
| 2018                                          | Ilse Cleeves             |
| 2019                                          | Blakesley Burkhart       |
| 2020                                          | Caroline Morley          |